# Affaire Villarceaux
L'affaire Villarceaux serait l'un des plus gros scandales[réf. nécessaire] politico-immobiliers français des années 1970, dont le juge Jacques Bidalou fera l'un de ses chevaux de bataille. Il y perdit son poste.

## Précisions
Le domaine de Villarceaux se compose de 3 châteaux et 814 hectares dans le Vexin français. En 1970, le propriétaire des lieux, le comte de Tulle de Villefranche souhaite se séparer de 213 ha pour pouvoir financer le reste. Un notaire, Jean-Pierre Delarue, et une SARL, Villarceaux, animée entre autres par M. Bruère, participent à l'opération.
Cette dernière aboutit à une escroquerie monumentale, le comte se retrouvant spolié de sa propriété, vendue aux enchères, et grugé de 14 millions de francs. La justice n'est toujours pas parvenue à faire la lumière sur cette affaire. 
La responsabilité de la Chambre des Notaires pour l'agissement de l'un de ses membres pose un véritable problème pour cette institution qui n'a plus les moyens de se porter garant. En effet, les caisses de la Chambre sont vides en raison déjà de préjudices passés. Donc, toute l'énergie est canalisée pour faire porter la responsabilité sur l'homme, Delarue.
Initialement lourdement condamné à 11 ans de prison, Delarue bénéficie six mois plus tard d'une grâce médicale, avant d'être retrouvé suicidé dans un hôtel du XIe arrondissement de Paris, où il résidait sous une fausse identité.

## Autres intervenants
Jean-Edern Hallier a dénommé Jacques Bidalou à cette occasion « la statue du commandeur de la magistrature ».
Andrée Mallah, la mère de Nicolas Sarkozy, a plaidé comme avocate de la SÀRL dans cette affaire dès 1971.